# Преоне
Преоне (итал. Preone) је насеље у Италији у округу Удине, региону Фурланија-Јулијска крајина.
Према процени из 2011. у насељу је живело 266 становника. Насеље се налази на надморској висини од 445 м.

## Становништво
Према резултатима пописа становништва 2011. у општини је живело 266 становника.
| 1936. | 1951. | 1961. | 1971. | 1981. | 1991. | 2001. | 2011. |
| ----- | ----- | ----- | ----- | ----- | ----- | ----- | ----- |
| 656   | 655   | 543   | 383   | 341   | 310   | 294   | 266   |